# 魔莫
魔莫（Momo），是美國密苏里州一个传说中的生物，类似大脚怪。其名稱來自“密苏里怪物”（Missouri Monster）。其相關报道层出不穷，傳說中具有南瓜状的脑袋和一个毛茸茸的身体，并且头发覆盖着眼睛。1971年7月，琼·米尔斯和玛丽·瑞安首次报道在路易斯安那州和密苏里州附近它；其後又在密西西比河流域被发现很多次。它的個體很大，有7英尺（约2.1米）高，黑色多毛而像人的怪物。它吃狗，并且发出一种可怕的气味。有人认为它是一隻流浪的黑熊。
接續的目击事件开發生于1972年7月11日下午，报道来自特里、瓦里和多丽丝·哈里森。接续的大約两个星期內，其行踪被多次报道，并且提交给俄克拉荷马城动物园和植物园主任劳伦斯·柯蒂斯。但他认为这个行踪报道是个骗局。

## 目击报道
- 1971年：一组野营人士报道了魔莫出没在树林的附近。他们将自己鎖在车里，怪物似乎吃了他们的食物。
- 1972年：当地儿童报道称看见魔莫帶著死狗经过他们。不久，一个农民报道称目击一道闪光，有狂吠聲和强烈的气味與魔莫一起出现。[2]